# Kewanee Township (Illinois)
Pour l’article homonyme, voir Kewanee.
Kewanee Township est un township du comté de Henry dans l'Illinois, aux États-Unis,.

## Source de la traduction
- (en) Cet article est partiellement ou en totalité issu de l’article de Wikipédia en anglais intitulé « Kewanee Township, Henry County, Illinois » (voir la liste des auteurs).